# برايان ماثيو
برايان ماثيو (بالإنجليزية: Brian Mathew)‏ هو عالم نبات بريطاني، ولد في 1936 في لندن في المملكة المتحدة.